# Єжковиці
Єжковиці (пол. Jerzkowice) — село в Польщі, у гміні Чарна Домбрувка Битівського повіту Поморського воєводства.
Населення — 269 осіб (2011).
У 1975-1998 роках село належало до Слупського воєводства.

## Демографія
Демографічна структура станом на 31 березня 2011 року:
|          | Загалом | Допрацездатний вік | Працездатний вік | Постпрацездатний вік |
| -------- | ------- | ------------------ | ---------------- | -------------------- |
| Чоловіки | 128     | 23                 | 95               | 10                   |
| Жінки    | 141     | 43                 | 80               | 18                   |
| Разом    | 269     | 66                 | 175              | 28                   |